# ATP Challenger Casablanca-3
Der ATP Challenger Casablanca (offiziell: Casablanca Challenger) war ein Tennisturnier, das von 1989 bis 1992 jährlich in Casablanca, Marokko, stattfand. Es gehörte zur ATP Challenger Tour und wurde im Freien auf Sand gespielt.

## Liste der Sieger

### Einzel
| Jahr | Sieger           | Finalgegner      | Ergebnis |
| ---- | ---------------- | ---------------- | -------- |
| 1992 | Gilbert Schaller | Sláva Doseděl    | 6:4, 6:1 |
| 1991 | Jens Wöhrmann    | Bernardo Mota    | 6:3, 6:1 |
| 1990 | Richard Krajicek | Federico Sánchez | 7:6, 6:3 |
| 1989 | Tarik Benhabiles | Mark Koevermans  | 7:5, 6:0 |

### Doppel
| Jahr | Sieger                              | Finalgegner                      | Ergebnis      |
| ---- | ----------------------------------- | -------------------------------- | ------------- |
| 1992 | Filip Dewulf Tom Vanhoudt           | Karol Kučera Andrei Merinow      | 7:5, 6:3      |
| 1991 | Marc-Kevin Goellner Bertrand Madsen | Tarik Benhabiles Gustavo Garetto | 6:0, 6:2      |
| 1990 | Juan Carlos Báguena Francisco Roig  | Sláva Doseděl Richard Krajicek   | 6:4, 5:7, 7:5 |
| 1989 | Jaroslav Bulant Richard Vogel       | Libor Pimek Florin Segărceanu    | 6:1, 6:3      |